# Рубин, Эдгар
Эдгар Рубин (дат. Edgar Rubin; 6 сентября 1886, Копенгаген — 3 мая 1951, Хольте, Ховедстаден) — датский психолог, философ и педагог.

## Биография
Родился в Копенгагене в состоятельной еврейской семье. Его отец — статистик и историк-экономист Маркус Рубин (1854—1923) — был директором государственной казны Дании с 1902 года и национального банка страны с 1913 года. Троюродный брат лауреата Нобелевской премии по физике Нильса Бора (его мать и мать Бора Эллен Адлер были двоюродными сёстрами). С Нильсом Бором Эдгар Рубин учился в одном классе, и они вместе увлекались философией. После учёбы в колледже Соломанна изучал философию в университетах Копенгагена. Доктор философии (1915).
В 1916—1918 гг. — доцент Копенгагенского университета, в 1918—1922 гг. — преподаватель. С 1922 года — профессор экспериментальной психологии Университета. В 1932 г. председательствовал на организованном им X Международном психологическом конгрессе в Копенгагене.

## Психология

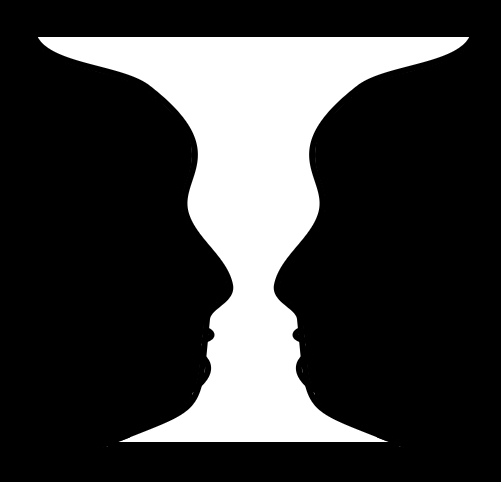
Пример т. н. вазы Рубина

Своей работой «Визуально воспринимаемые фигуры» (1915) о соотношении фигуры и фона Рубин оказал значительное влияние на развитие теории гештальтпсихологии.
Он дал описание субъективных признаков фигуры и фона: фигура, в отличие от фона, представляет собой форму, выступает вперёд, она лучше запоминается, а фон кажется чем-то непрерывным, находящимся позади фигуры.
Фигура воспринимается как предмет, а фон — как материал; изменение одного только фона может привести к тому, что фигура перестанет распознаваться, при этом любая из прилегающих частей может восприниматься и как фигура, и как фон.

### Ваза Рубина
Рубин создал классическое изображение обращающихся фигур (Ваза Рубина), которое можно рассматривать как черные профили двух людей, смотрящих друг на друга, или как белую вазу.

## Работы
- Experimenta Psychologica. Collected Scientific Papers in German, English & French. Kopenhagen, 1960.
- Visuell wahrgenommene Figuren. Studien in psychologischer Analyse. Aus dem dänischen übersetzt nach «Synsoplevede Figurer»